# Notre-Dame-du-Touchet

Notre-Dame-du-Touchet este o comună în departamentul Manche, Franța. În 1 ianuarie 2018 avea o populație de 628 de locuitori.